# 白方礼
白方礼（1913年5月13日—2005年9月23日），或误写作白芳礼，河北沧县人，是一位三轮车夫和慈善家。1944年逃避戰亂來到天津，此后开始从事人力三轮车工作，曾获“劳动模范”荣誉称号。晚年创办“白方礼支教公司”，专门对贫困学生进行资助。2005年9月23日，白方礼因患肺癌辞世，享年92岁。

## 事跡
他靠自己辛勤的劳动养大了4個孩子，其中3個考上了大學，这在当时是一件很难做到的事。1982年，年迈的白方礼開始通过從事個體人力三輪車客運支教。他自1986年至1999年省吃俭用，用蹬三轮车积攒的钱热心资助贫困学生。一些媒体报道在他的事迹時曾将名字寫錯為：白芳礼。在白方礼支教的19年中，他共积攒了35万元，先后资助了近300名贫困学生的学费与生活费。据媒体报道，在白方礼支教的19年中，若以每公里三轮车收5角钱计算，白方礼奉献的是相当于绕地球赤道18周的劳动量。一個冬天，他到天津耀華中學，遞上飯盒裡的500元說：“我幹不動了，以後可能不能再捐了，這是我最後的一筆錢。”老師們全哭了。白方礼临终前的遗言是“来世再蹬三轮支教”。

## “感动中国”落选争议
白方礼曾两度入围央视“感动中国”候选人名单，但两度落选。2004年度“感动中国”评选，白方礼网络投票仅排在刘翔、任长霞之后，名列第三，但最终经评委评选后落榜。2005年白方礼去世后，逝世的消息经媒体报道后引起舆论关注，再次入选2005年度“感动中国”候选人名单，但却再度落榜。
他支教的事迹感人，在网络上传播后影响广泛，却两度落选，引发公众的不满。在媒体和网络上流传着诸如“感动了中国人民却感动不了CCTV？”“感动中国容易，感动评委很难”等质疑中国中央电视台的声音。尤其《白芳礼，你凭什么感动中国？》一文在网络上转载率很高，获得读者很多共鸣。
2012年，中央电视台感动中国人物评选，向白方礼特别致敬，并称像白方礼一样感人却未受到表彰的人们为“白方礼们”。

## 纪念
- 白方礼纪念馆[8]
- 白方礼纪念碑
- 影片《白方礼》
- 《驮在车轱辘上的丰碑——白方礼事迹展》
- 雕塑作品《支教模范白方礼》[9]
- 黃貫中《一路走好》